# Grote Moskee van Akre
De Grote Moskee van Akre is een moskee in de stad Akre in het noorden van Iraaks-Koerdistan. Het is een van de oudste en grootste moskeeën in Irak.

## Geschiedenis
De moskee werd voor het eerst opgericht na de verspreiding van de islam in Iraaks-Koerdistan, tijdens het tijdperk van de tweede rechtgeleide kalief Omar ibn al-Chattab.
De moskee heeft een oppervlakte van 3.000 m² na verschillende renovaties en reconstructies. De laatste renovatie was in 1965, uitgevoerd door het ministerie van schenkingen en religieuze zaken met de hulp van de lokale bevolking en geleerden. Er zijn verschillende scholen en religieuze instellingen rond de moskee die diploma's aanbieden.